# 愛琴海岸
愛琴海岸（英語：Aegean Coast），是香港屯門區掃管笏青山公路掃管笏段管青路2號的私人屋苑，由新鴻基地產、陸海通和恒基兆業合作發展，於2002年11月落成並開售，平均呎價2,420港元，每平方呎由1,860港元起，售價最低為500萬港元。屋苑於2003年1月入伙。
愛琴海岸是一排7幢屏風樓，每橦樓高32層（實為29層），設8伙單位，總共有1,624個單位，單位建築面積在688平方呎至1,043平方呎不等。

## 會所
住客會所命為「愛琴會」，耗資1.3億元興建。會所連園藝花園佔地逾30萬平方呎，設超過35項消閑設施，包括室內外相連泳池、沙灘式園林泳池、7000多呎室內多用途體育館、健身室、私人影院、卡拉OK室、音樂室、兒童遊戲室、BBQ場地、會議廳等。此外，在會所內歐陸特色之茶座（愛琴會經營），發展商斥資近1000萬元購入來自法國、意大利、德國及北歐之時尚燈飾。
其中愛琴海岸船隊均曾為區內獨有，而該船隊包括一艘全長58呎、可容納30人的豪華遊艇，和45呎長的巨型帆船及超級快艇，供住客租用。惟已於2003年因財政問題而取消相關項目。

## 商場
屋苑自設商場，租戶包括Fusion超級市場，嚐麵餐廳（廚房佬集團），啟思幼稚園幼兒園，Eye Level英文教室。

## 鄰近建築
屋苑邻近香港黄金海岸及香港黃金海岸酒店，附近亦有兩所小學：保良局西區婦女福利會馮李佩瑤小學及順德聯誼總會李金小學。

## 交通

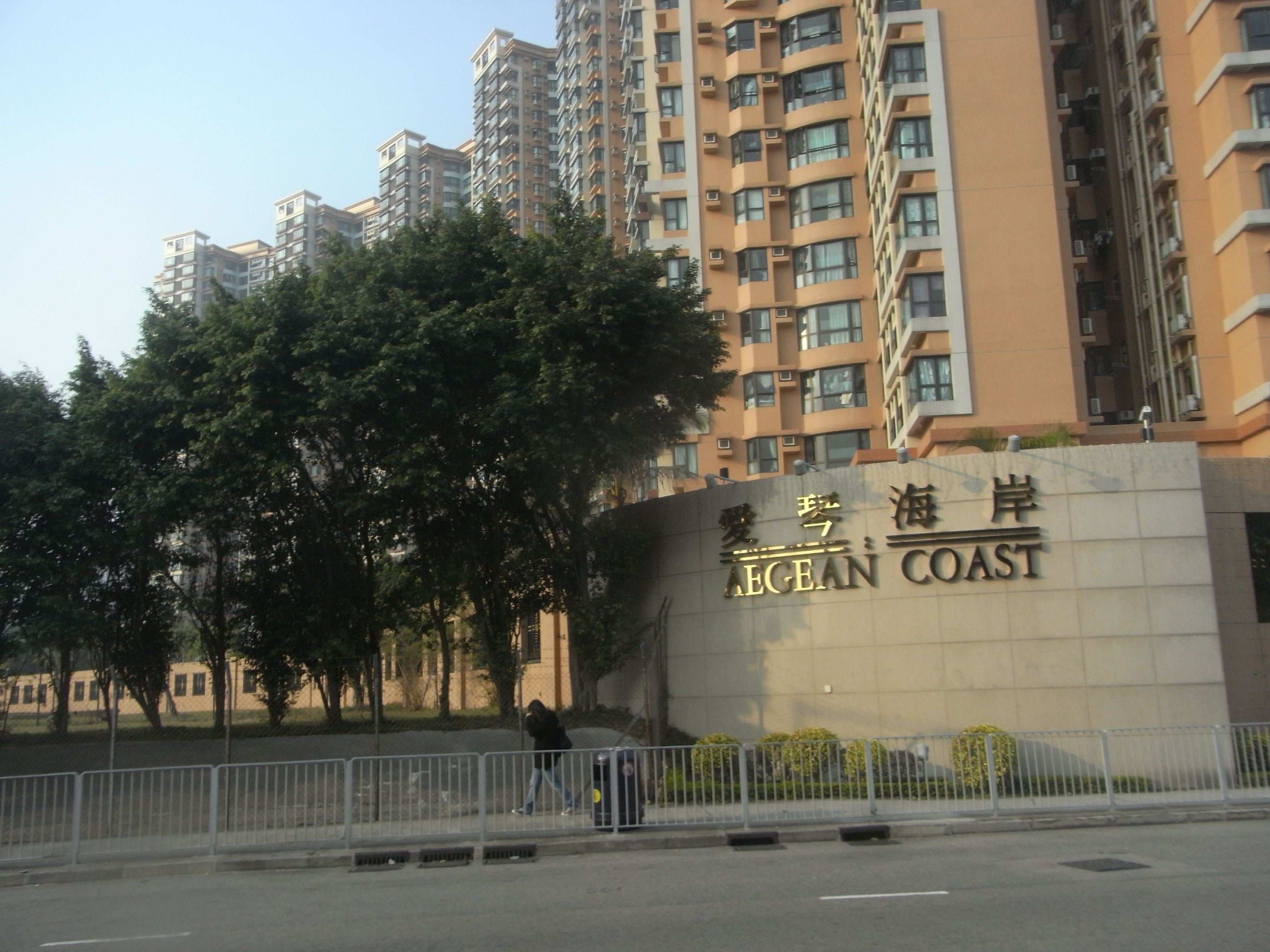
愛琴海岸
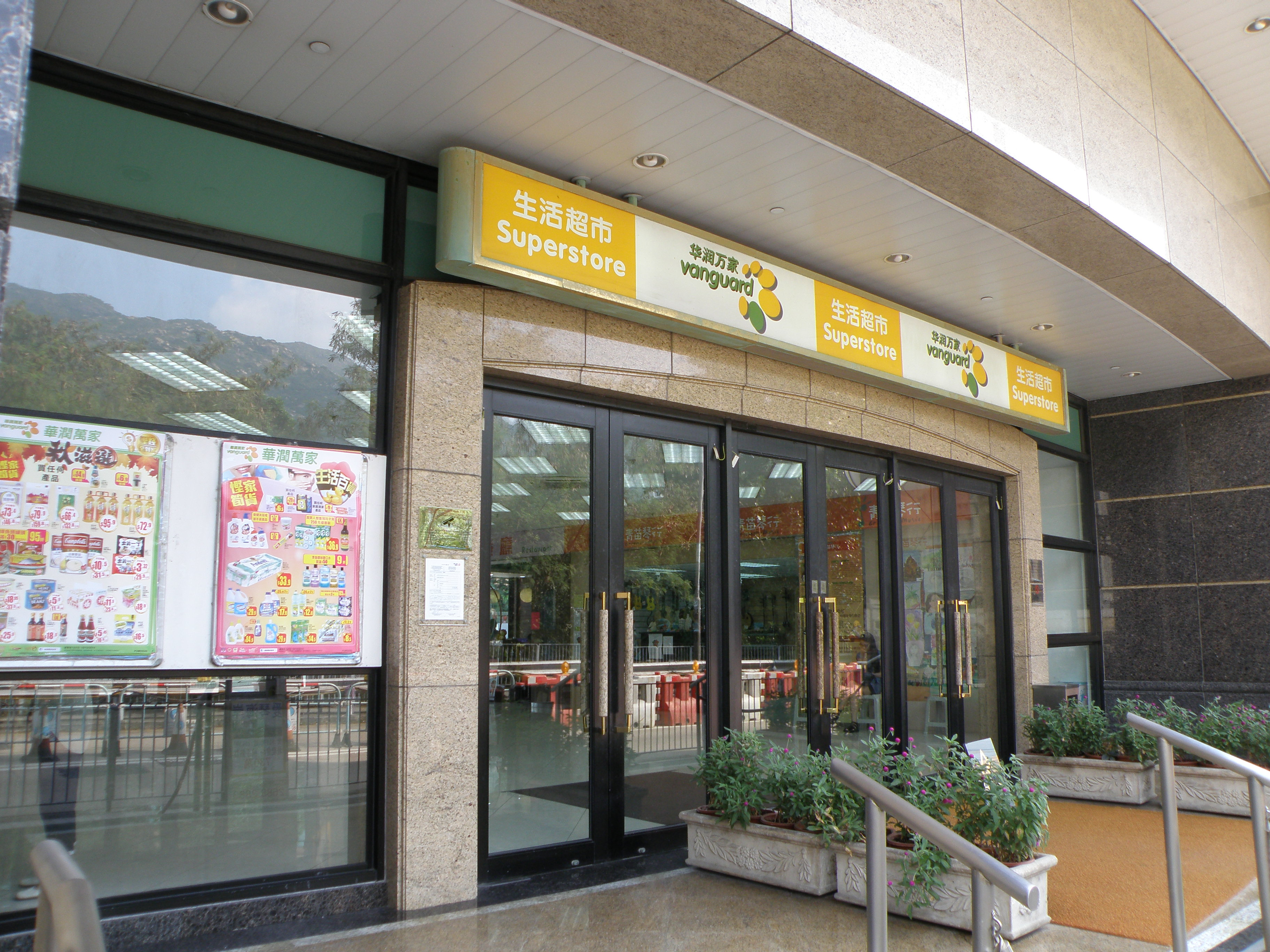
商場（超級市場U購及廚房佬餐廳）
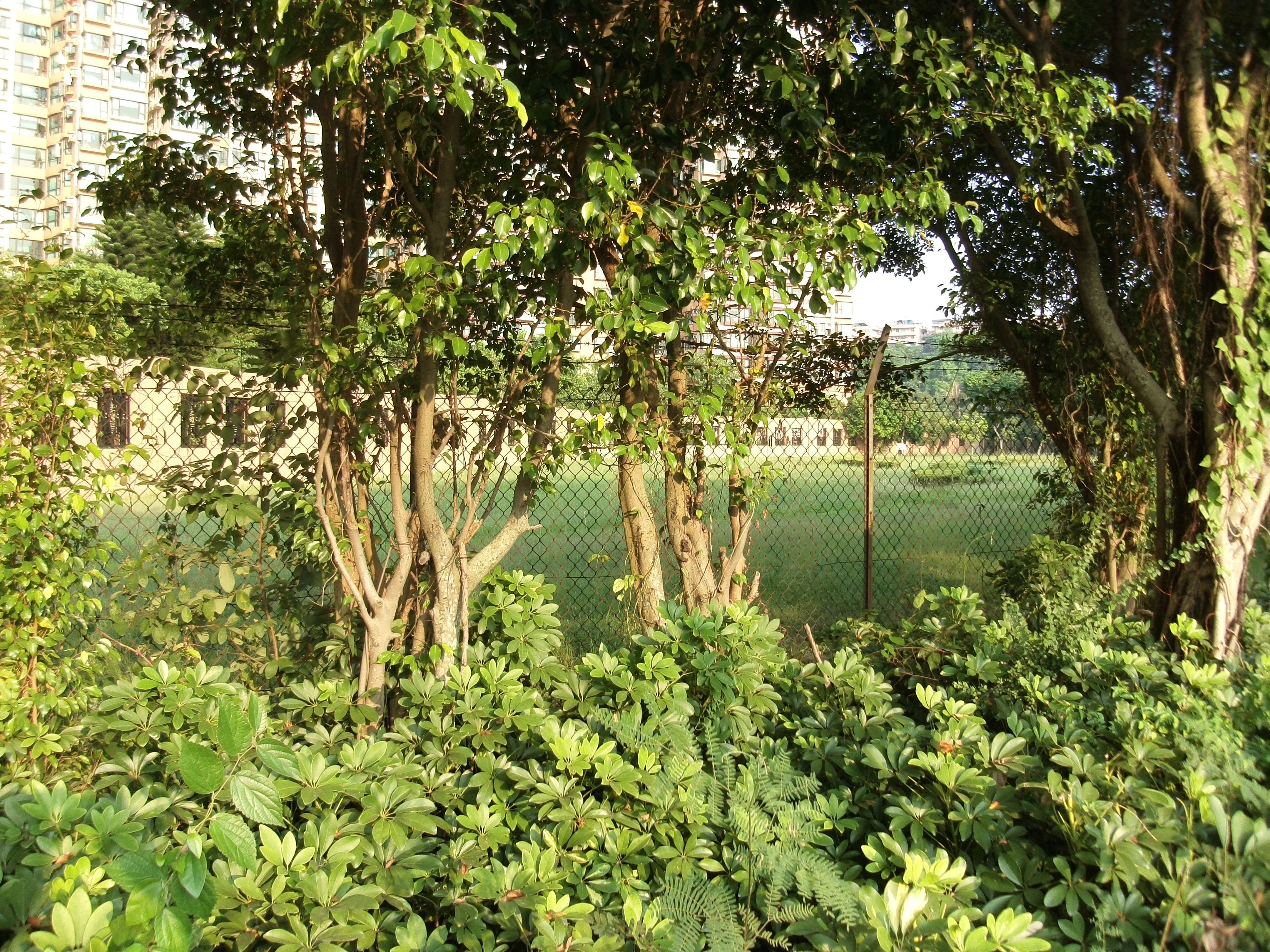
與青山公路之間的空地，原定興建輕鐵掃管笏支線總站，但計劃現已放棄

## 外部連結
- 愛琴海岸 （页面存档备份，存于）

22°22′21″N 113°59′40″E / 22.3726°N 113.9945°E